# Карл Ер'явець
Карл Ер'явець (словен. Karl Erjavec; нар. 21 липня 1960, Езо-Прель, Бельгія) — словенський політик і юрист, міністр, голова Демократичної партії пенсіонерів Словенії.

## Біографія
Народився в Бельгії в родині словенських емігрантів, які повернулися до Югославії у 1972 році. У 1985 році закінчив факультет права Університету Любляни.
У 1990 році він очолив місцеву адміністрацію міста Крань. У 1993 році приєднався до Християнсько-демократичної партії. Наприкінці 90-х він працював секретарем омбудсмена Іво Біжака. У 2000 році, коли Іво Біжак вступив на посаду міністра юстиції в уряді Янеза Дрновшека, Карл Ер'явець став секретарем міністерства.
У 2004 Ер'явець приєднався до Ліберальної демократії Словенії, але кілька місяців по тому, напередодні парламентських виборів, перейшов до Партії пенсіонерів (DeSUS). Він отримав місце в парламенті, за рекомендацією його нової партії увійшов в уряд Янеза Янши як міністр оборони. У 2005 році він очолив Демократичну партію пенсіонерів Словенії. Після виборів у 2008 році став міністром навколишнього середовища в рамках лівоцентристського кабінету Борута Пахора, з уряду пішов у 2010 році. У 2011 і 2014 переобраний до парламенту.
10 лютого 2012 став міністром закордонних справ в другому уряді Янеза Янши. Зберіг цю посаду в урядах Аленки Братушек (2013) і Миро Церара (2014).